# Contoderopsis
Contoderopsis is een kevergeslacht uit de familie van de boktorren (Cerambycidae). De wetenschappelijke naam van het geslacht werd voor het eerst geldig gepubliceerd in 1956 door Breuning.

## Soorten
Contoderopsis omvat de volgende soorten:
- Contoderopsis aurivillii Breuning, 1956
- Contoderopsis luzonica Breuning, 1970